# Harry Carey
Harry Carey (16 de janeiro de 1878 - 21 de setembro de 1947) foi um ator de cinema e teatro, roteirista e produtor cinematográfico estadunidense que iniciou sua carreira na era do cinema mudo, continuando a atuar até a era sonora. Grande parte de seus filmes foram no gênero Western; produziu 9, escreveu 20 roteiros, dirigiu 4, e atuou em 268 filmes entre 1909 e 1947. Era pai do também ator Harry Carey Jr.

## Biografia

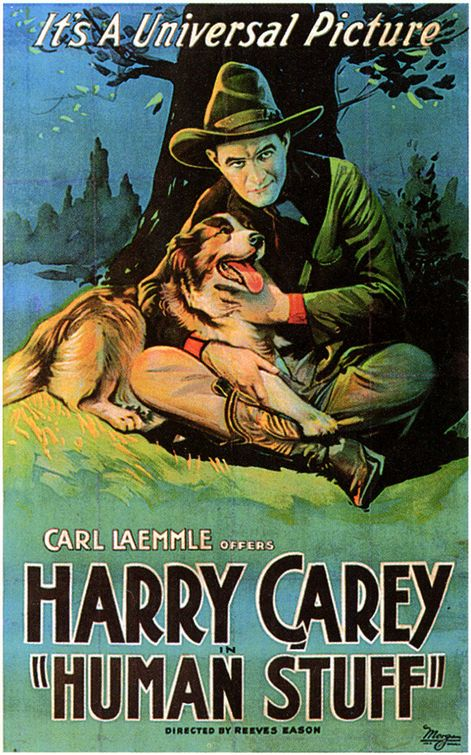
Cartaz do filme Human Stuff (1920)

Carey nasceu Henry DeWitt Carey II no Bronx, em Nova Iorque, filho de Henry DeWitt Carey, um proeminente advogado e juiz daSuprema Corte de Nova Iork, e sua esposa Ella J. (Ludlum). Cresceu em City Island, Bronx.
Carey foi um cowboy, superintendente de estradas, autor, advogado e roteirista. Frequentou a Hamilton Military Academy e estudou leis na New York University. Quando um acidente o levou a ter pneumonia, escreveu uma peça enquanto estava se recuperando e percorreu o país atuando nela durante três anos. Sua peça foi muito bem sucedida, mas Carey perdeu tudo quando sua próxima produção foi um fracasso.
Seu amigo Henry B. Walthall o apresentou ao diretor D.W. Griffith, com quem faria muitos filmes. Seu primeiro foi Bill Sharkey's Last Game, em 1909, pela Biograph Company.

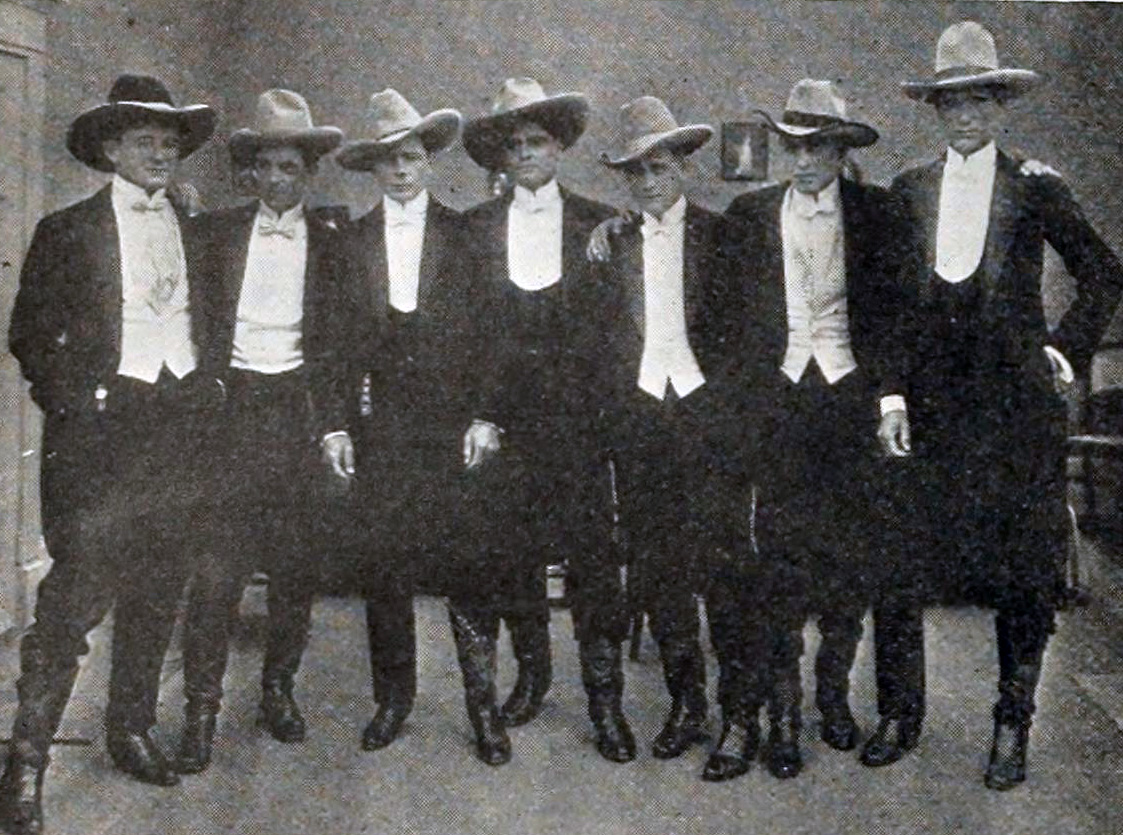
Cena apresentando Harry Carey (o sexto da esquerda para direita) e outros cowboys da época (1916)

Carey tem sido mais lembrado como uma das primeiras estrelas do gênero Western, sendo um dos mais populares papéis que representou o do fora-da-lei Cheyenne Harry. A franquia para Cheyenne Harry durou três décadas, de A Knight of the Range (1916) até Aces Wild (1936). Carey estrelou o primeiro filme de John Ford, Straight Shooting (1918).
O físico resistente de Carey se adaptou bem aos filmes de faroeste e aventuras ao ar livre. Quando chegaram os filmes sonoros, Carey se adaptou com sua voz de barítono corajoso que convinha a sua personalidade na tela. Ele foi a escolha lógica para o papel principal no épico de selva ao ar livre da MGM, Trader Horn. Nessa altura, Carey já tinha uns cinquenta anos, e era muito maduro para a maioria dos papéis principais, e foram lhe oferecendo, aos poucos, papéis em westerns de baixo orçamento e seriados.
Estabeleceu uma confortável carreira como um ator de caráter sólido, memorável; recebeu uma indicação ao Oscar de ator coadjuvante da Academia por seu papel como o Presidente do Senado no filme de 1939, Mr. Smith Goes to Washington, que acabou sendo ganho por Thomas Mitchell em Stagecoach. Entre seus outros papéis notáveis estão o Sargento Robert White, chefe da tripulação do bombardeiro Mary Ann no filme de Howard Hawks em 1943, Air Force, e Mr. Melville, o comprador de gado, no filme de Hawks Red River, em 1948.
Carey fez sua estréia nos palcos da Broadway em 1940, em Heavenly Express, com John Garfield.
Seu último filme foi So Dear to My Heart, lançado em janeiro de 1949, pela Walt Disney Productions.

## Vida pessoal

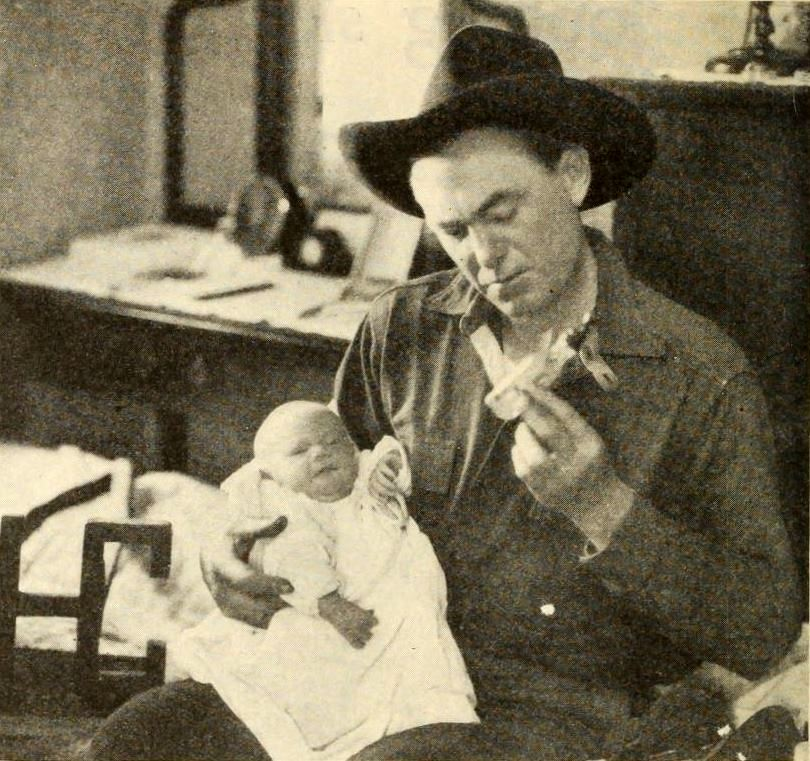
Carey e seu filho Harry Carey, Jr., aos 8 dias de vida (Photoplay, 1921)

Carey casou duas vezes, e talvez tenha tido um outro casamento, do qual não se tem muitas informações (o censo estadunidense de 1910 indica que teve uma esposa chamada Clare E. Carey, e outras fontes referem ter sido casado com a atriz Fern Foster). Seu último casamento foi com a atriz Olive Fuller Golden em 1920, com quem viveu até morrer. O casal teve um rancho em Saugus, Califórnia, ao norte de Los Angeles, o qual, em 2005, foi adicionado ao Tesoro Adobe Historic Park.
Seu filho, Harry Carey, Jr., também se tornou ator de westerns. Pai e filho apareceram juntos no filme de 1948 Red River, e mãe e filho apareceram juntos em The Searchers, em 1956.

## Morte
Harry Carey morreu em 1947, de uma combinação de câncer de pulmão, doença pulmonar obstrutiva crônica e trombose coronariana, aos 69 anos. Sepultado no Cemitério de Woodlawn, Bronx, no mausoléu da família.

## Homenagens
Por sua contribuição para a indústria do cinema, Harry Carey tem uma estrela na Calçada da Fama, no 1521 Vine Street.
Em sua homenagem, John Wayne colocou seu cotovelo direito com a mão esquerda no tiro final de The Searchers, imitando uma postura que Carey usava frequentemente em seus filmes. De acordo com Wayne, tanto ele quanto a viúva de Carey, Olive (que atuava no filme) choraram quando a cena terminou.
Em 1976, ele foi adicionado ao Western Performers Hall of Fame, no National Cowboy & Western Heritage Museum em Oklahoma City.
Em 1987, seu nome foi inscrito no Walk of the Western Stars, na Main Street, em Old Town Newhall, Santa Clarita, Califórnia (seu filho, Harry Carey Jr. também foi homenageado em 2005).

## Filmografia parcial
1909
- Bill Sharkey's Last Game

1910
- Gentleman Joe

1912
- An Unseen Enemy
- Two Daughters of Eve
- Friends
- So Near, Yet so Far
- A Feud in the Kentucky Hills
- In the Aisles of the Wild
- The One She Loved
- The Painted Lady
- The Musketeers of Pig Alley
- Heredity
- Gold and Glitter
- The Informer
- Brutality
- My Hero
- The Burglar's Dilemma
- A Cry for Help

1913
- Three Friends
- The Telephone Girl and the Lady
- Pirate Gold
- An Adventure in the Autumn Woods
- Brothers
- A Chance Deception
- Love in an Apartment Hotel
- The Wrong Bottle
- Broken Ways
- A Girl's Stratagem
- The Unwelcome Guest
- Near to Earth
- The Sheriff's Baby
- The Hero of Little Italy
- The Stolen Bride
- A Frightful Blunder
- The Left-Handed Man
- If We Only Knew
- The Wanderer
- The Tenderfoot's Money
- The Stolen Loaf
- Olaf-An Atom
- The Ranchero's Revenge
- Red Hicks Defies the World
- The Well
- The Switch Tower
- In Diplomatic Circles
- A Gamble with Death
- The Sorrowful Shore
- A Gambler's Honor
- The Vengeance of Galora
- When Love Forgives
- Under the Shadow of the Law
- I Was Meant for You
- Two Men of the Desert
- The Crook and the Girl
- Black and White
- The Strong Man's Burden
- A Modest Hero
- The Stolen Treaty
- The Law and His Son
- A Tender-Hearted Crook
- The Van Nostrand Tiara
- The Stopped Clock
- The Detective's Stratagem
- All for Science
- The Battle at Elderbush Gulch
- The Abandoned Well

1914
- A Nest Unfeathered
- Her Father's Silent Partner
- Judith of Bethulia
- The Master Cracksman
- McVeagh of the South Seas

1915
- The Heart of a Bandit
- His Desperate Deed
- The Battle of Frenchman's Run
- The Love Transcendent
- The Sheriff's Dilemma
- The Miser's Legacy
- The Gambler's I.O.U.
- A Double Winning
- A Day's Adventure
- The Canceled Mortgage
- Truth Stranger Than Fiction
- Her Dormant Love
- The Way Out
- Her Convert
- Old Offenders
- As It Happened
- Just Jim

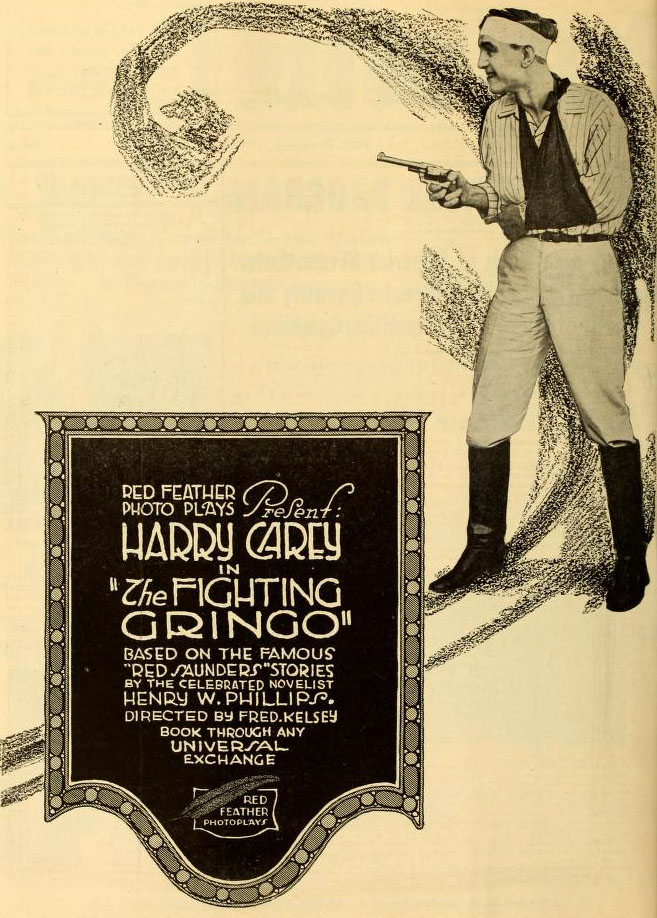
Cena de The Fighting Gringo (1917)

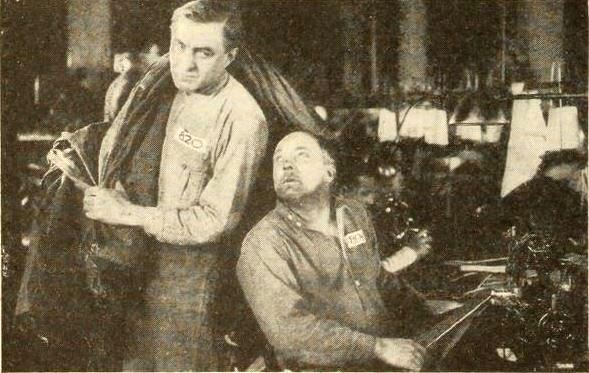
Cena de Desperate Trails (1921)

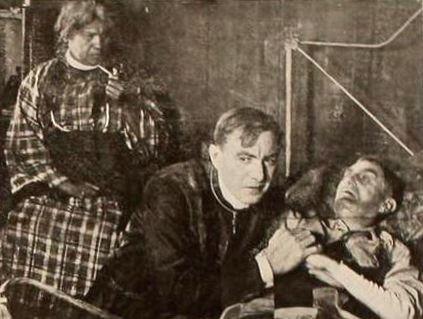
Cena de Bullet Proof (1920)

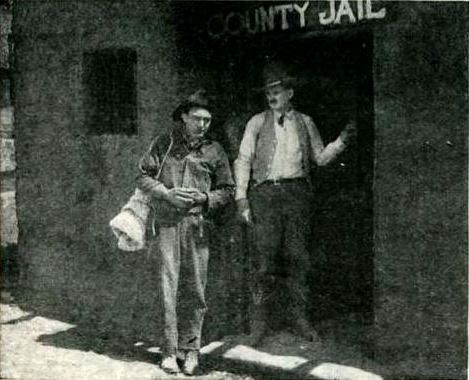
Cena de Sundown Slim (1920)

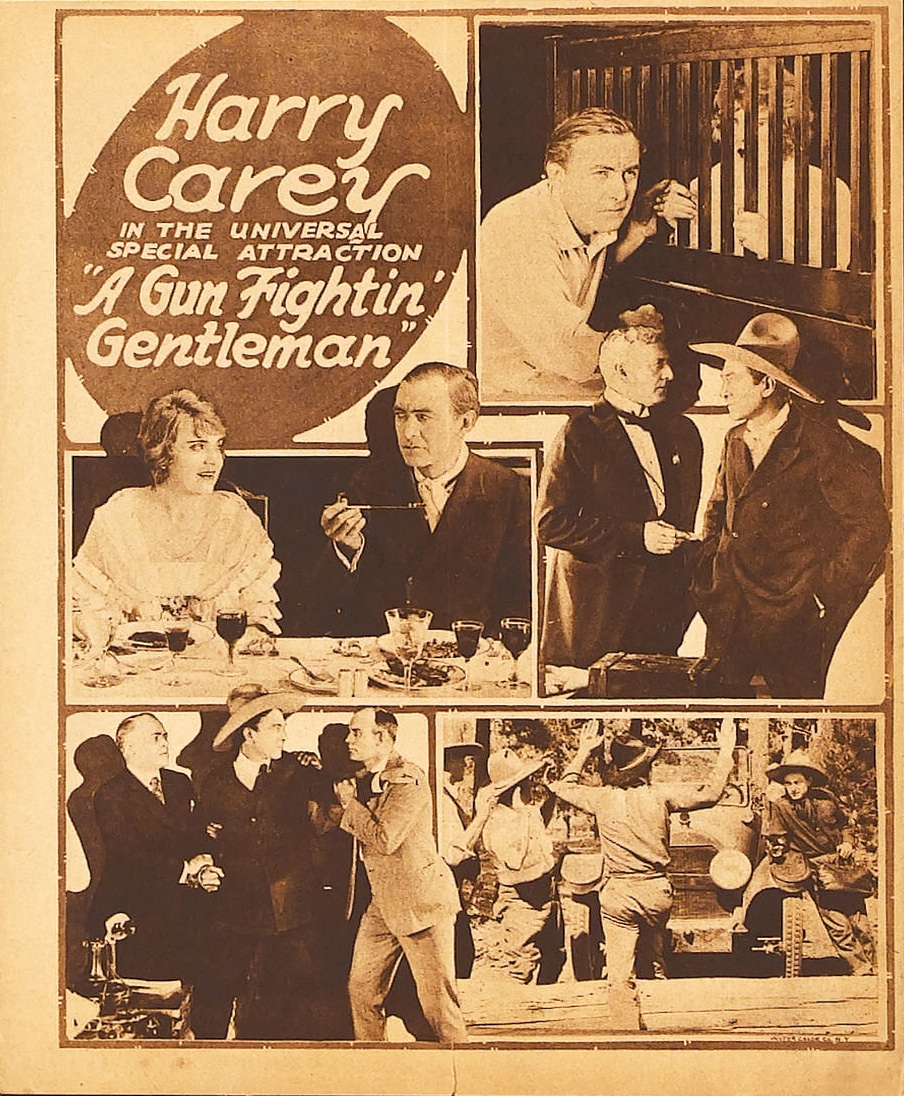
Cena de A Gun Fightin'Gentleman (1919)

- Judge Not; or The Woman of Mona Diggings
- Graft (seriado)

1916
- Secret Love (Livraria do Congresso)
- A Knight of the Range
- The Night Riders
- The Passing of Hell's Crown
- The Wedding Guest
- The Three Godfathers
- The Jackals of a Great City
- The Committee on Credentials
- For the Love of a Girl
- Love's Lariat
- Behind the Lines

1917
- Blood Money
- The Bad Man of Cheyenne
- The Outlaw and the Lady
- The Drifter
- The Fighting Gringo
- Hair-Trigger Burke
- The Honor of an Outlaw
- A 44-Calibre Mystery
- The Almost Good Man
- The Mysterious Outlaw
- The Golden Bullet
- Six-Shooter Justice
- The Soul Herder
- Cheyenne's Pal
- Straight Shooting
- The Texas Sphinx
- The Secret Man
- A Marked Man
- Bucking Broadway

1918
- The Phantom Riders
- Wild Women
- Thieves' Gold
- The Scarlet Drop
- Hell Bent
- A Woman's Fool
- Three Mounted Men

1919
- Roped
- A Fight for Love
- Bare Fists
- Riders of Vengeance
- The Outcasts of Poker Flat
- Ace of the Saddle
- Rider of the Law
- A Gun Fightin' Gentleman
- Marked Men

1920
- 'If Only' Jim
- Overland Red
- Bullet Proof
- Human Stuff
- Blue Streak McCoy
- Sundown Slim
- West is West

1921
- Hearts Up
- The Freeze-Out
- The Wallop
- Desperate Trails
- The Fox

1922
- Man to Man
- The Kickback
- Good Men and True

1923
- Canyon of the Fools
- Crashin' Thru
- Desert Driven
- The Miracle Baby

1924
- The Night Hawk
- The Lightning Rider
- Tiger Thompson
- Roaring Rails
- The Flaming Forties

1925
- Soft Shoes
- Beyond the Border
- Silent Sanderson
- The Texas Trail
- The Bad Lands
- The Prairie Pirate
- The Man from Red Gulch

1926
- Driftin' Thru
- The Seventh Bandit
- The Frontier Trail
- Satan Town

1927
- A Little Journey
- Johnny Get Your Hair Cut
- Slide, Kelly, Slide

1928
- The Trail of '98
- Burning Bridges
- The Border Patrol

1931
- Trader Horn
- The Vanishing Legion
- Bad Company
- Cavalier of the West

1932
- Without Honor
- Law and Order
- Border Devils
- The Last of the Mohicans
- The Night Rider
- The Devil Horse

1933
- The Thundering Herd
- A Pista do Criminoso (Sunset Pass)
- Man of the Forest

1935
- Wagon Trail
- Rustler's Paradise
- Powdersmoke Range
- Barbary Coast
- Wild Mustang
- Last of the Clintons

1936
- The Prisoner of Shark Island
- Sutter's Gold
- Little Miss Nobody
- The Last Outlaw
- Valiant Is the Word for Carrie
- The Accusing Finger
- Aces Wild

1937
- Racing Lady
- Kid Galahad
- Border Cafe
- Born Reckless
- Souls at Sea
- Annapolis Salute
- Danger Patrol

1938
- Port of Missing Girls
- You and Me (1938)
- Sky Giant
- Gateway
- King of Alcatraz
- The Law West of Tombstone

1939
- Burn 'Em Up O'Connor
- Code of the Streets
- Street of Missing Men
- Inside Information
- Mr. Smith Goes to Washington
- My Son Is Guilty

1940s
- Outside the Three-Mile Limit (1940)
- Beyond Tomorrow (1940)
- They Knew What They Wanted (1940)
- The Shepherd of the Hills (1941)
- Parachute Battalion (1941)
- Sundown (1941)
- Among the Living (1941)
- The Spoilers (1942)
- Air Force (1943)
- Happy Land (1943)
- The Great Moment (1944)
- China's Little Devils (1945)
- Duel in the Sun (1946)
- Angel and the Badman (1947)
- The Sea of Grass (1947)
- Red River (1948)
- So Dear to My Heart (1948)